# Seryjna konstrukcja czasownika
Seryjna konstrukcja czasownikowa – zjawisko składniowe występujące w niektórych językach Azji i Afryki. Jest to sekwencja czasowników w formie osobowej tworzących jedno orzeczenie. Jeden z czasowników ma w obrębie konstrukcji znaczenie bardziej gramatyczne, drugi – bardziej leksykalne.
Seryjne konstrukcje czasownikowe wyrażają m.in. relacje benefaktywności (robić dla kogoś), porównania oraz relacje czasowe np. w języku joruba: Ade sùn pé̩ – Ade długo spał (dosł. „Ade spał trwał”).